# Vocal tònica
La vocal tònica és aquella vocal on recau l'accent o força d'una paraula. Aquesta tonicitat es pot marcar amb un signe gràfic o no, i són les normes de pronunciació de cada idioma les que determinen si és una vocal tònica o àtona.

## En català
En català els mots es divideixen segons la quantitat de vocals tòniques que poden dur i segons la posició de la tonicitat. Així:
- mots sense vocal tònica, que es pronuncien juntament amb altres paraules de les quals depenen sintàcticament, formant un sol grup accentual. En formen part diverses categories gramaticals:
  - l'article
  - alguns determinants, com els possessius àtons
  - el pronom feble
  - la preposició simple

- mots amb una sola vocal tònica, que són la immensa majoria de paraules. Segons on caigui l'accent, es parla de:
  - paraula aguda: l'accent recau en l'última síl·laba
  - paraula plana: quan recau a la penúltima
  - paraula esdrúixola: si l'accent està a l'avantpenúltima síl·laba

- mots amb més d'una vocal tònica, es tracta de mots llargs, formats sovint amb un prefix o un sufix que prové d'una paraula llatina independent. En aquest cas conserven l'accent originari més el del mot al qual s'uneixen, com s'observa a "ràpidament", on la vocal tònica primària és "à" però hi ha un accent secundari a "e".